# M224
Der 60-mm-Mörser M224 Lightweight Company Mortar System (LWCMS) (leichtes Kompanie-Mörsersystem) ist ein leichtes Steilfeuergeschütz mit Glattrohr für Indirektes Feuer zur Bodentruppenunterstützung. Der Mörser wird seit 1978 von den Streitkräften der Vereinigten Staaten auf Kompanieebene eingesetzt. Im Jahre 2013 rüsteten die Vereinigten Staaten die Afghanische Nationalarmee mit diesem Mörser aus. Im gleichen Jahr wurde die verbesserte und leichtere Version M224A1 eingeführt.

## Beschreibung

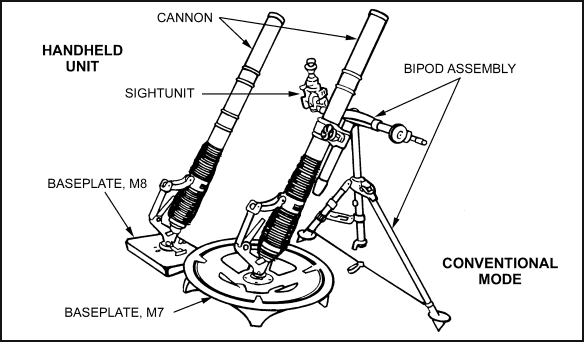
Handgehaltener Modus (links),
konventioneller Modus (rechts)

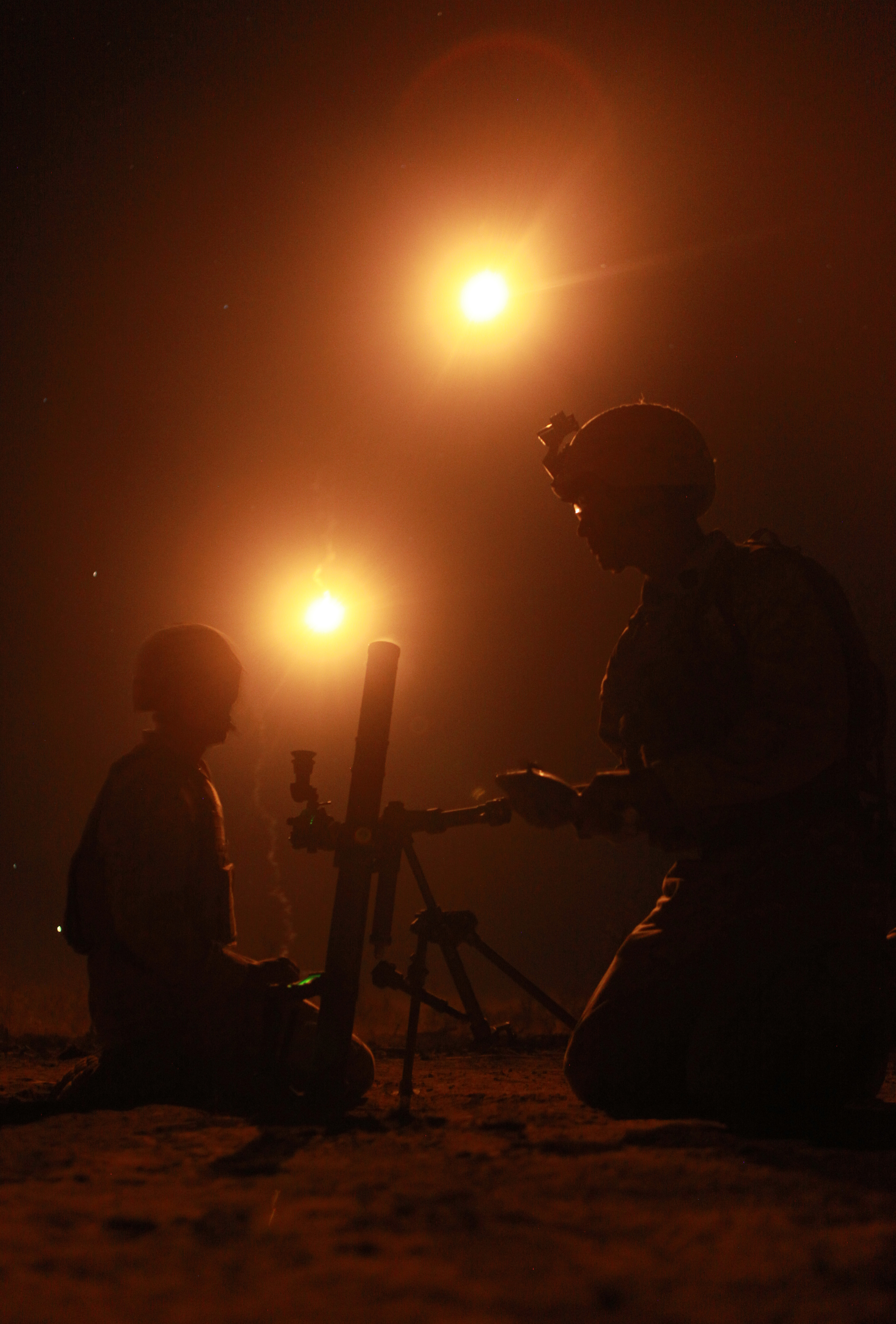
US-Marines beim Verschießen von Leuchtgranaten

Der Mörser besteht aus den Hauptkomponenten Rohr, Zweibein, Bodenplatte und Zielvorrichtung, die in zwei Konfigurationen verwendet werden können. Bei der konventionellen Konfiguration werden das Rohr, das Zweibein, die schwere Bodenplatte M7 und das Zielgerät verwendet. Die handgehaltene Konfiguration besteht lediglich aus dem Rohr und der leichten Bodenplatte M8. Je nach Konfiguration hat der Mörser ein unterschiedliches Gewicht: handgehalten 8,2 bzw. 7,7 kg (M224/M224A1) und konventionell 21 bzw. 15,9 kg (M224/M224A1).
Am Rohr befindet sich ein Anschlussstück für die Bodenplatte, sowie eine Baugruppe mit Feuerwahlmodus und dem Abzug. Der Abzugsbügel kann auch als Griff genutzt werden. Das Zweibein bietet einen Schwenkbereich von 14°, darüber hinaus muss es versetzt werden. Das Zweibein kann an zwei Stellen des Rohrs befestigt werden und so die Höhenrichtbereiche 45° bis 56° sowie 56° bis 85° abdecken. Zwei Stoßdämpfer am Zweibein absorbieren den Rückstoß beim Abschuss. Die Seiten- und Höhenrichtung geschieht mittels zwei Handkurbeln. Das optische Zielgerät wird am Zweibein befestigt. Für den Nachteinsatz verfügt es über eine Tritiumbeleuchtung, um das Absehen erkennen zu können.
Die Bodenplatten M7/M7A1 und M8A1 sind rund und verfügen über einen Richtbereich von 360°. Die rechteckige Bodenplatte M8 verfügt über einen eingeschränkten Schwenkbereich von 90° und kann nur mit eingeschränkten Zusatztreibladungen der Munition verwendet werden.
Der Mörser verfügt über zwei Feuerarten. Bei der Einwurf-Feuerart feuert der Mörser die Granate automatisch ab, wenn sie diese über die Mündung eingeworfen wurde und auf den feststehenden Schlagbolzen aufschlägt. Bei der Abzugs-Feuerart ist der Schlagbolzen zurückgefahren und feuert die Granate erst ab, wenn der Abzug betätigt wird. Maximal sind 30 Schuss pro Minute möglich, bei anhaltendem Feuer sind es 8–20 Schuss pro Minute (je nach Munitionstyp). Die Schussweite liegt zwischen 70 und 3500 m.
Der Mörser M224 bzw. M224A1 besteht aus folgenden Komponenten:
- Rohr: Länge: 1 m[3]
  - M225: Material: Stahl[4], Gewicht: 6,5 kg.[3] An der Außenseite der Rohrs befinden sich Kühlrippen.[1]
  - M225A1 Material: Inconel 718,[5] Gewicht: 6 kg. Keine Kühlrippen, die Außenseite ist glatt.[2]
- Zweibein
  - M170: Gewicht 6,9 kg.[3] Material: Stahl, ein kunststoffummanteltes Drahtseil begrenzt die Spreizung der Beine. Mittels eines Hakens an dem Drahtseil werden die Beine für den Transport fixiert.[1]
  - M170A1: Gewicht: 5 kg,[2] Materialien: Aluminium und Titan. Durch den Einsatz von selbstschmierenden Materialien und Beschichtungen wurde die Wartung des Zweibeins vereinfacht, da die Gelenke nicht mehr geschmiert werden müssen. Die Beine rasten für die Gefechtsstellung wie auch den Transport ein, das Drahtseil entfiel. Zusätzlich wurde eine Wasserwaage in das Zweibein integriert, um beim waagrechten Ausrichten des Mörser zu unterstützen.[4]
- Bodenplatte
  - M7: Material: Aluminium 2014-T6, Durchmesser: 48 cm, Gewicht: 6,4 kg[2]
  - M7A1: Material: Aluminium 7175-T74, Durchmesser: 46 cm, Gewicht: 3,6 kg
  - M8 Material: Aluminium 2014-T6, Abmessungen: 25 cm × 18 cm, Gewicht: 1,7 kg[2]
  - M8A1 Material: Aluminium 7175-T74, Durchmesser: 30 cm, Gewicht: 2,3 kg[2]
- Zielgerät
  - M64/M64A1: Gewicht: 1,1 kg, Vergrößerung: 1,5-fach.[3] Mittlerweile durch M67 ersetzt.[6]
  - M67: Gewicht: 1,3 kg; Vergrößerung: 3,5-fach[7]

Die Wiederbeschaffungskosten betrugen im Jahre 2001 10.658 US-Dollar.
Neben der eigentlichen Waffe werden von dem Mörsertrupp verschiedene Zubehörgegenstände mitgeführt, z. B. Reinigungsutensilien, Tragebehälter, Trageschlaufe, Messlatten oder der M115-Boresighter für Kalibrierung der Zielhilfe.
Der M224-Mörser ist die vielseitigste Waffe der Schützenkompanie. Die Zerstörungskraft ist nur bei einer Panzerabwehrhandwaffe wie SMAW größer, die maximale Reichweite nur beim Maschinengewehr wie dem M240. Es ist die einzige Waffe der Schützenkompanie für indirektes Feuer und kann zudem unterstützend wirken durch Beleuchtung, Markierung sowie zur Verschleierung.

## Geschichte

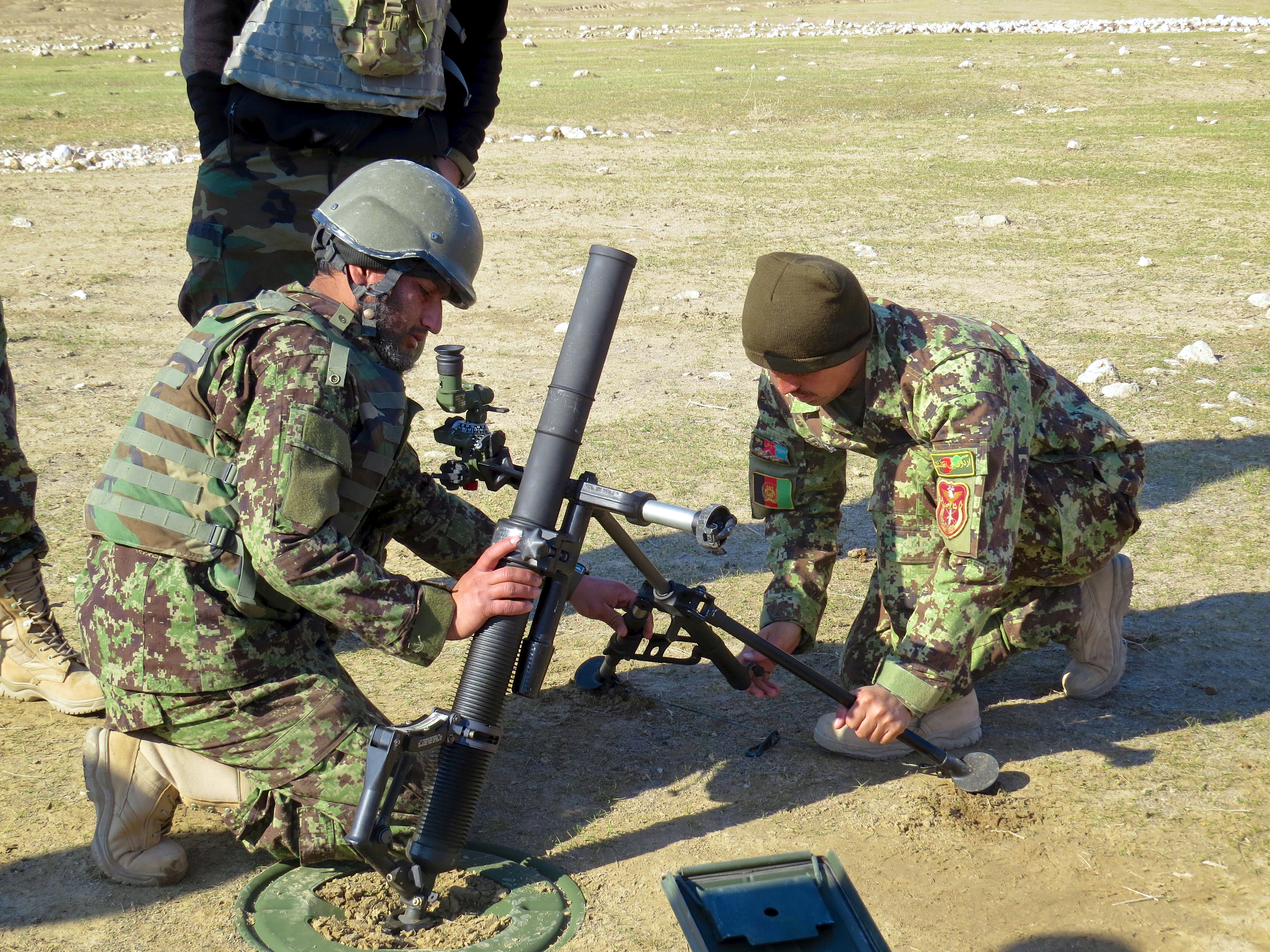
Afghanische Soldaten üben mit M224, Dezember 2013

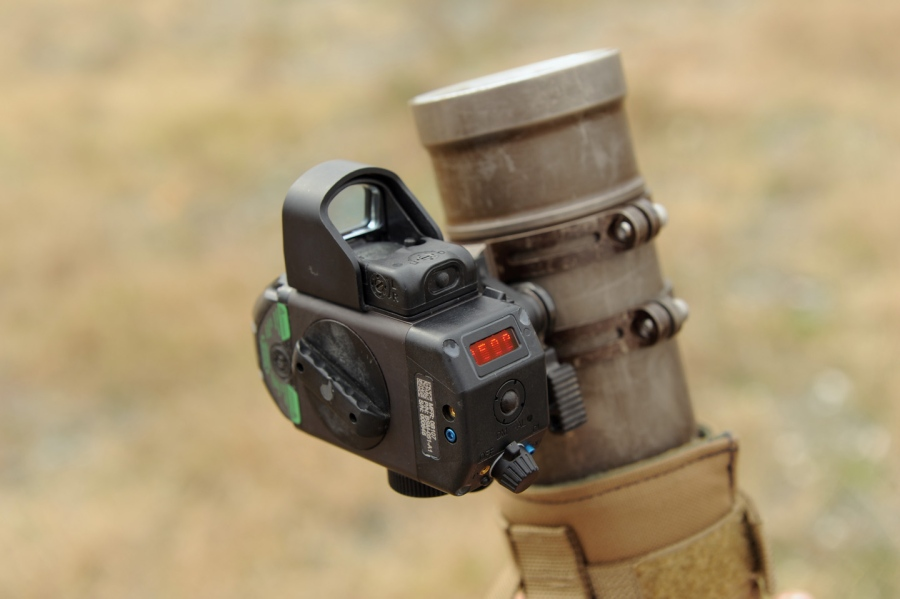
Experimentelles Visier

Der M224-Mörser wurde im Jahre 1978 eingeführt und ersetzte die alten Modelle aus dem Zweiten Weltkrieg, den M2-Mörser und M19-Mörser. Diese Waffen hatten eine effektive Reichweite von lediglich 2.000 Meter. Der M224-Mörser ist kompatibel mit der alten Munition, primär ist er aber für längere Munition mit höherer Reichweite bis 3.500 m ausgelegt. Der Mörser wurde bei verschiedenen leichten Bodeneinheiten der Streitkräfte der Vereinigten Staaten eingeführt. Zu den Nutzern gehören luftbewegliche Infanterie, Luftlandetruppen, Spezialeinheiten (z. b. United States Army Rangers, United States Army Special Forces) und leichte Infanterie (Schützenkompanien) der United States Army und des United States Marine Corps. Auch die United States Navy verwendet den Mörser bei der Spezialeinheit United States Navy SEALs und den Bautruppen Seabees. In manchen Einheiten ersetzte der 60-mm-M224-Mörser den 81-mm-M29-Mörser.
Die U.S. Army entfernte nach dem Koreakrieg die Mörser aus den Infanteriekompanien, führte sie aber nach den Erfahrungen im Vietnamkrieg wieder ein.
Die Streitkräfte der Vereinigten Staaten verfügen über 2000 Stück.
Der Mörser kam vor allem in Afghanistan und im Irak zum Einsatz. Diese beiden Konflikte zeichneten sich durch asymmetrische Kriegführung aus. Der M224-Mörser wurde dabei als zuverlässig, wirkungsvoll und schnell einsatzbereit bewertet. Beim Kampf in bebautem Gelände, wie z. B. den Kämpfen in Falludscha, konnten schwere Artillerie und Luftschläge wegen möglichen Kollateralschäden häufig nicht eingesetzt werden. So griffen die amerikanischen Soldaten auf die leichten Mörser M244 (60 mm) und M252 (81 mm) zurück. Weitere Erfahrungen aus den Konflikten zeigten, dass der M224-Mörser im handgehaltenen Modus insbesondere bei der Abwehr von Hinterhalten wertvoll war. Er war schnell einsatzbereit, wies eine starke Feuerkraft auf und bekämpfte im Steilfeuer Ziele, welche durch andere Infanteriewaffen nicht erreicht werden konnten. Jedoch wird die Reichweite (maximal 3.500 m) als nicht für alle Situation ausreichend angesehen. So können Spähtrupps und weit verteilte Einheiten der Kompanie nicht immer unterstützt werden. Eine Reichweitensteigerung wäre mit einem längeren Rohr möglich, ist aber auch mit einem höheren Gewicht verbunden.
Die Streitkräfte der Vereinigten Staaten erkannten, dass es sinnvoll wäre den M224-Mörser zu verbessern. In einem Verbesserungsprogramm des USMC wurde vorgeschlagen, das Gewicht des M224 zu reduzieren, um die taktischen Anwendungsmöglichkeiten zu vergrößern. Daraufhin startete ein gemeinsames Projekt des Office of Naval Research (ONR) und United States Army Armament Research, Development and Engineering Center (ARDEC).
Das Rohr besteht nicht mehr aus Stahl, sondern aus Inconel, einer Nickelbasislegierung. Es ist leichter und hat eine längere Lebensdauer. Die Tests mit den neuartigen Material für Geschützrohre begannen im Jahre 2006. Auch das Fertigungsverfahren, das Zylinderdrückwalzen, war ebenfalls neu für Geschützrohre. Die um 20 % bzw. 4,2 kg leichtere Version M224A1 wurde 2011 eingeführt und soll die Version M224 schrittweise ersetzen. Neben dem Geschützrohr M225A1 wurde das Zweibein M170A1 und die Bodenplatte M7A1 komplett neu gestaltet. Durch diese Maßnahmen sank das Gesamtgewicht um 5,4 kg bzw. um 27 %.
2013 wurde noch die Bodenplatte M8A1 eingeführt. Sie ist zwar etwas schwerer als die M8-Bodenplatte, kann aber Munition mit allen Zusatztreibladungen abfeuern und bietet einen 360°-Schwenkbereich. Somit stellt sie in manchen Situationen eine Alternative zur schwereren M7A1-Bodenplatte dar.
Im Jahre 2013 lieferten die Vereinigten Staaten den M224-Mörser an afghanische Streitkräfte und schulten die Bedienungsmannschaften.
Am 18. März 2013 explodierte eine Mörsergranate bei einer Übung der 2nd Marine Division mit dem M224A1 im Hawthorne Army Depot. Die Explosion tötete sieben und verletzte acht Soldaten. Alle Mörser wurden zunächst für die Nutzung gesperrt, die nachfolgende Untersuchung machte einen menschlichen Fehler als Ursache aus. Ebenfalls im Jahr 2013, am 3. Juli, ereignete sich in Afghanistan eine Explosion beim Mörsertraining der afghanischen Armee. Vier afghanische Soldaten und die Einsatzfotografin Hilda Clayton der US-Armee wurden dabei getötet. Obwohl der Typ des Mörser nicht bekanntgegeben wurde, ist es wahrscheinlich, dass es sich um den M224 handelte. Das letzte Bild Claytons, welches sie Millisekunden vor ihrem Tod gemacht hat, wurde 2017 veröffentlicht und ging durch die internationale Presse.
2013 wurde ein Prototyp eines elektronischen Rotpunktvisieres getestet. Die Entwicklung wurde vom Office of Naval Research geplant. Dieses Visier wird in der Nähe der Mündung befestigt und verbessert die Zielgenauigkeit bei der handgehaltenen Aufstellung, insbesondere bei Dunkelheit. Gleichzeitig wurde eine Trageschlinge mit Hitzeschutz für das Rohr entwickelt. Die Versuche wurden im Einsatz in Afghanistan fortgeführt. Als weitere technische Weiterentwicklung wird Feuerleitung mit Minidrohnen auf Kompanieebene getestet.

## Munition

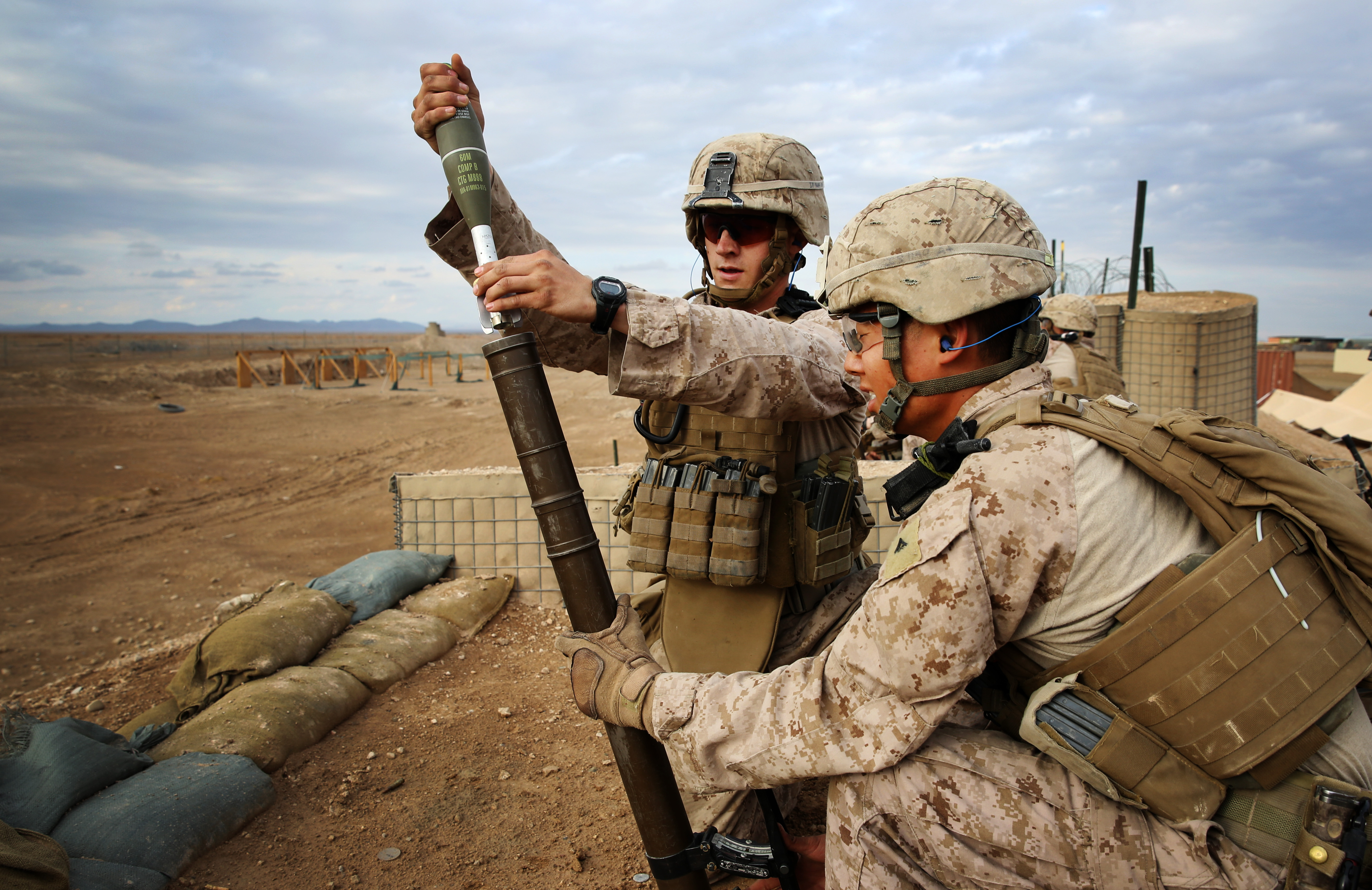
Sprenggranate M888 wird bei einer Übung in den handgehaltenen Mörser eingeworfen

Der M224 wurde so konstruiert, dass die ältere Munition verwendet werden kann. Da der Mörser einen längeren Lauf als die älteren M2 und M19 Mörser hat, ist die Reichweite der älteren Munition größer. Umgekehrt können die speziell für den M224 entwickelte Munition mit verringerten Zusatztreibladungen auch in den älteren Mörsern verwendet werden.
Der Mörser M224 kann folgende Arten von Granatmunition verschießen:
- Sprenggranate: gegen Personen und leichte Bodenziele
- Rauchgranate: zur Deckung (Rauchwand), als Signal oder als Brandsatz
- Leuchtgranate: um in der Nacht das Operationsgebiet auszuleuchten
- Infrarot-Leuchtgranate: produziert Licht im infraroten Bereich, um die Umgebung für Nachtsichtgeräte auszuleuchten
- Übungsmunition

Das Gewicht der Munition beträgt je nach Typ 1,4 bis 1,8 kg.
Die Munition des M224 nutzt zwei Arten von Zündern für Sprengmunition: Multioptionszünder M734 wahlweise als Abstandszünder (0,3 bis 4 m vor der Oberfläche), oberflächennaher Zünder (0 bis 0,3 m vor der Oberfläche), Aufschlagzünder oder Verzögerungszünder (0,5 s nach Aufschlag) sowie der einfache Aufschlagzünder M935.
Der Annäherungszünder ist deutlich komplexer und deshalb teurer als der einfache Aufschlagzünder, aber durch das frühe Auslösen des Annäherungszünder verpufft nicht ein Teil der Explosion im Erdreich. Dadurch hat die 60-mm-Granate mit Annäherungszünder eine ähnliche Wirkung wie die größere 81-mm-Granate mit Aufschlagzünder.

## Bedienung

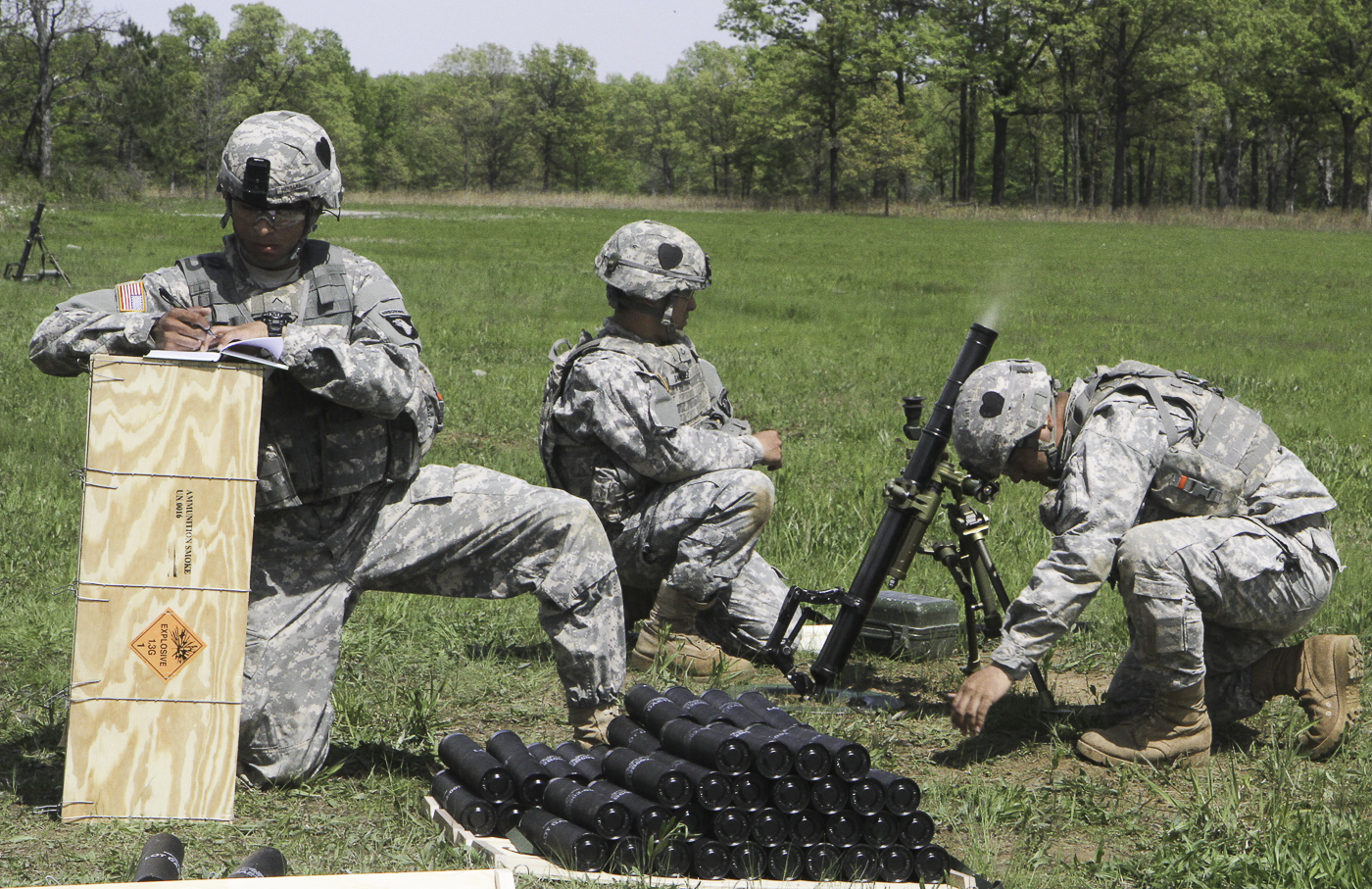
Mörsertrupp der 101. Luftlandedivision bei der Übung mit M224A1

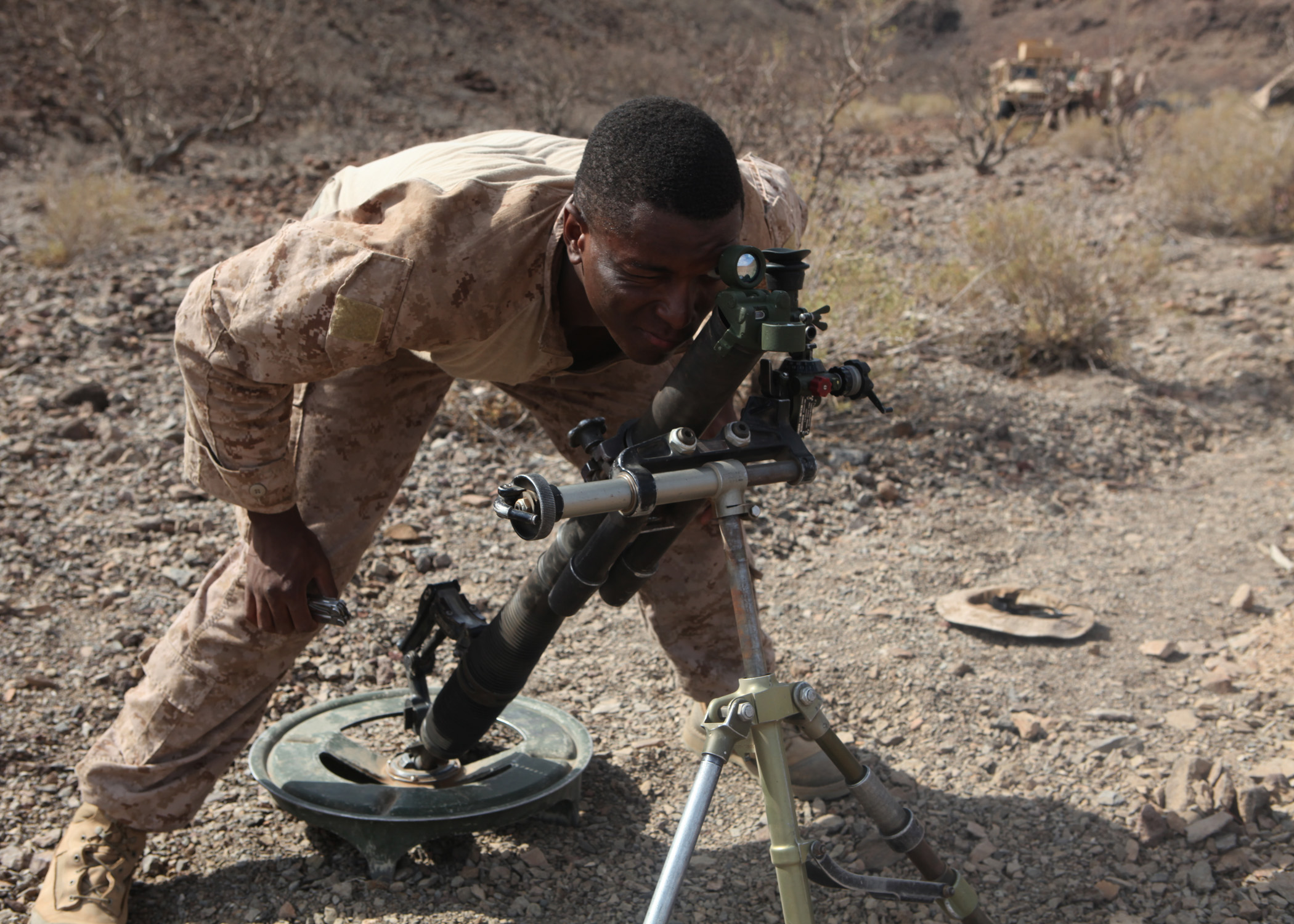
Kalibrierung mit dem M115-Boresighter

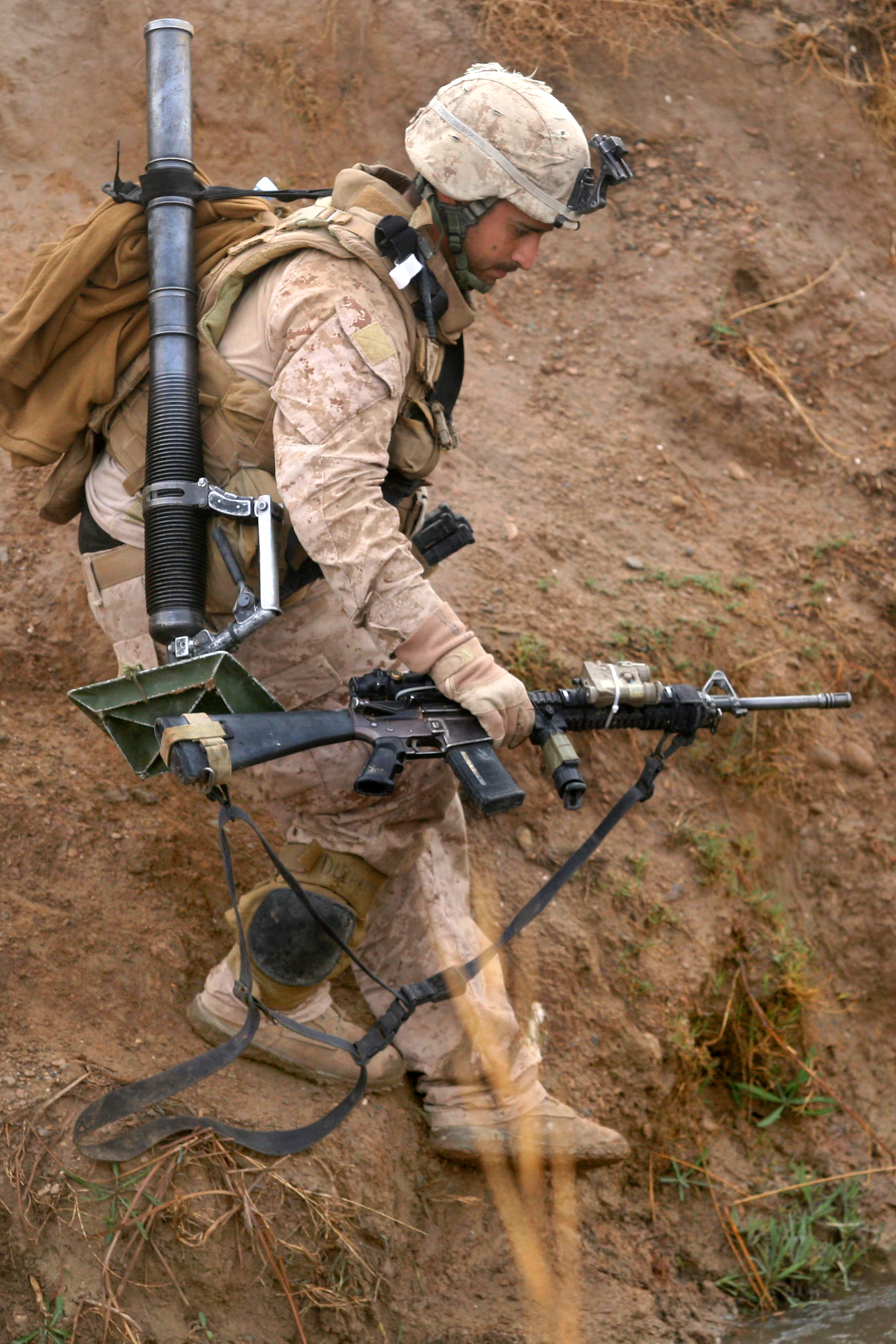
USMC in Afghanistan, 2010

Die Bedienmannschaft des Mörser besteht aus drei Soldaten:
1. Richtschütze: Seine Position befindet sich auf der linken Seite des Mörsers. Er ist verantwortlich für die Zielausrichtung. Er bedient die Zieloptik und nimmt Feinjustierungen vor. Beim größeren Schwenken d. h. Versetzen des Zweibeins wird er vom Truppführer oder Munitionsträger unterstützt.
2. Ladeschütze: befindet sich auf der rechten Seite des Mörsers. Er führt die Granaten in die Mündung ein.
3. Munitionsträger: befindet sich hinten rechts. Er bereitet die Munition zum Abfeuern vor und übergibt sie dem Ladeschützen. Nach 10 Schuss reinigt er das Rohr.

In der Regel ist die Bedienmannschaft so ausgebildet, dass jeder Soldat alle Funktionen abdecken kann.
Bei der handgehaltenen Aufstellung wird weder Zweibein noch Zieloptik verwendet. Daher muss das Rohr mit der Hand gehalten werden. Der Richtschütze nimmt die seitliche Ausrichtung vor, indem er grob über das Rohr zielt. Die Neigung und somit die Schussentfernung stellt er über die Entfernungsskala am Neigungsmesser des Rohres ein. Wenn Feuerart per Abzug gewählt ist, betätigt der Richtschütze den Abzug.
Um das Zielgerät auf die Ziellinie der Rohrs zu kalibrieren, wird der Boresighter M115 temporär auf die Mündung aufgesteckt. Das Kalibrieren sollte jedes Mal nach der Aufstellung des Geschützes vorgenommen werden.
Wenn zum Ziel keine direkte Sichtlinie besteht, wird indirektes Feuer verwendet. Zur Zielausrichtung werden in der Umgebung angebrachte Messlatten als Referenzzielpunkte mit der Zieloptik anvisiert.
Kleinere Schwenkungen im Bereich bis zu 14° können über das Zweibein durchgeführt werden. Bei größeren Schwenkungen muss das Zweibein hochgehoben und verschoben werden.
Zur Feuerleitung wurde zuerst der Feuerleitrechner M23 aus den 1980er-Jahren verwendet. Er wird seit 2005 durch den Feuerleitrechner M32 ersetzt.
Der Mörser kann in der handgehaltenen Konfiguration durchaus von einem Soldaten getragen werden. Ansonsten wird er zerlegt transportiert, entweder von zwei oder gewöhnlich von drei Soldaten.

## Organisation
Bei den Streitkräften der Vereinigten Staaten gibt es verschiedene Ansätze, wie die Mörsertrupps organisiert sind. Schon beim Truppführer, zuständig für Feuerleitung, gibt es Unterschiede. In der U.S. Army ist es der Ladeschütze, beim Marine Corps ist es der Richtschütze.
In der U.S. Army stehen zwei Mörsertrupps pro Kompanie zur Verfügung und werden zu einer Sektion zusammengefasst. Einer der Truppführer ist gleichzeitig der Sektionsführer. Die Ausnahme sind die United States Army Rangers; hier wird ein dedizierter Sektionsführer eingesetzt. Bei den Infanteriekompanien des Marine Corps sind es drei Mörsertrupps und ein dedizierter Sektionsführer. Bei den Seabees setzt sich das Waffenbataillon aus zwei Zügen mit jeweils zwei Mörsertrupps zusammen. Es gibt einen Zugführer und jeweils einen Richtschützen, Ladeschützen und zwei Munitionsträger pro Mörsertrupp.
Der Sektionsführer ist mit einer Vielzahl von Aufgaben betraut: Führung der Sektion, Vorgeschobener Beobachter für Feuerleitung und Funkverbindung.
Die Mörsertrupps können nur eine begrenzte Menge Munition mit sich führen. Je nach Lage kann die Munition auf andere Soldaten der Kompanie verteilt werden, oder der Nachschub der Munition muss von Logistikeinheiten sichergestellt werden.
Jeder Mörsertrupp ist neben dem Mörser mit Messlatten, Fernglas, Kompass, Feuerleitcomputer, Zeichenbrett und Feldtelefon ausgerüstet. Der Sektionführer verfügt über Boresighter und Funkgerät. In der Regel wird den beiden Mörsertrupps das gleiche Ziel zugewiesen.

## Hersteller

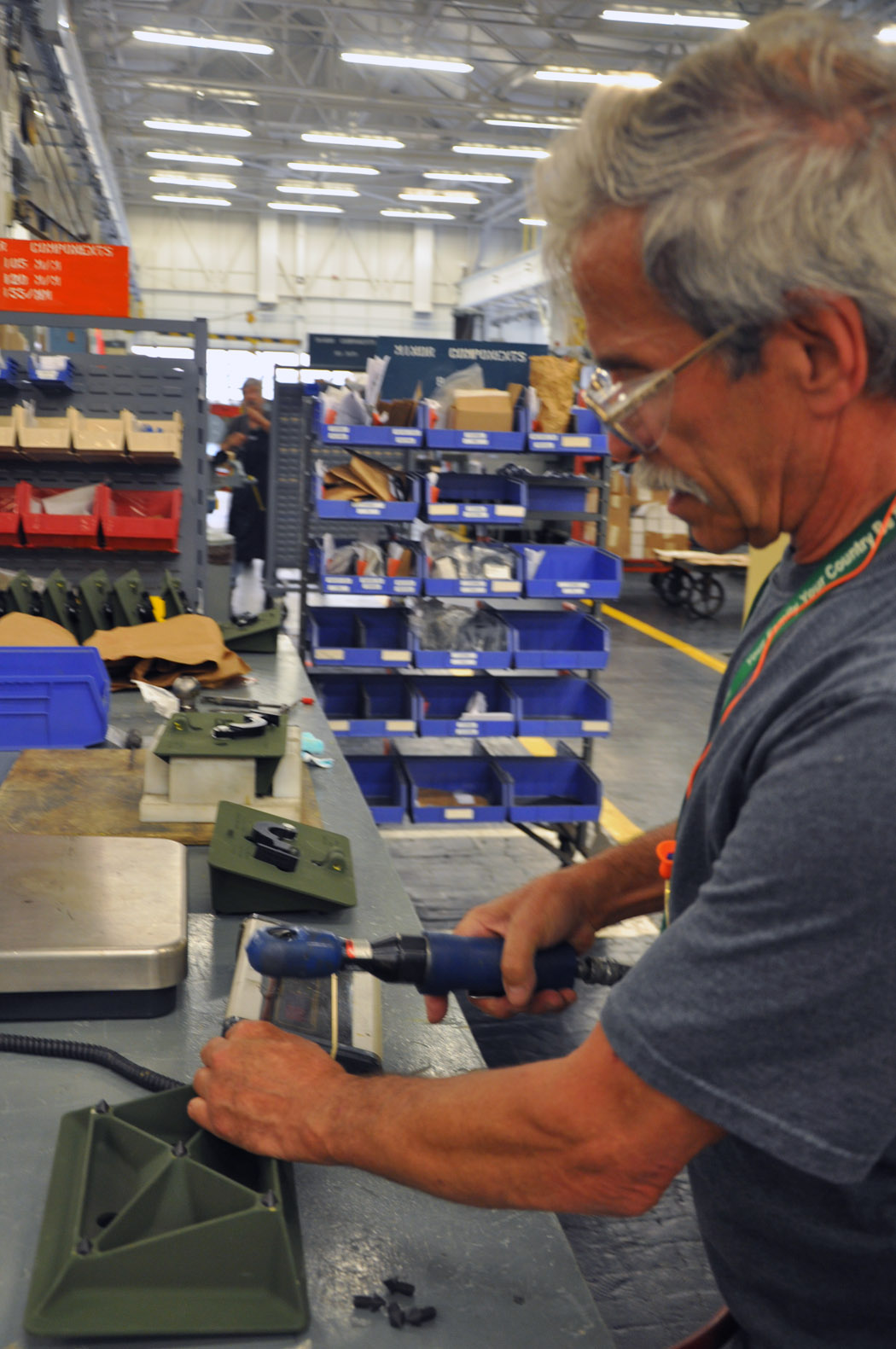
Watervliet Arsenal: Zusammenbau der M8-Bodenplatte

Der Mörser wurde von verschiedenen, wechselnden Herstellern und Zulieferern gefertigt. Der Haupthersteller für M224 war General Dynamics. Der Haupthersteller für M224A1 ist das Watervliet Arsenal der U.S. Army.
Die optischen Zielgeräte werden von Seiler Instrument, die Zweibeine von Matech in Salisbury, MD sowie Arlington Machine & Tool Company in Fairfield, NJ produziert. Die Prototypen des Rohrs wurden von Dynamic Flowform aus Billerica, Mass. hergestellt.